# Mitja Oranič
Mitja Oranič, slovenski nordijski kombinatorec, * 3. april 1986, Tržič.
Oranič je za Slovenijo nastopil na Zimskih olimpijskih igrah 2010 v Vancouvru, kjer je osvojil 31. mesto na srednji skakalnici in 10 km ter 41. mesto na večji skakalnici in 10 km.